# Cruz María Yepes Gil
Cruz María Yepes Gil (Barbacoas, estado Lara, 25 de septiembre de 1890 - Barquisimeto, 4 de septiembre de 1964) fue un empresario y cañicultor venezolano, miembro de la familia Yepes Gil, una reconocida familia en el estado Lara a principio del siglo XX.

## Biografía
Cruz María, nació el 25 de septiembre de 1890 en la población de Barbacoas, su padres fueron Juan Bautista Yepes Piñera y Josefa Antonia Gil Fortoul. El 7 de septiembre de 1920  adquirió la Central Tarabana, la primera central azucarera en establecerse en el Valle del Turbio de la ciudad de Barquisimeto donde en 1926 la vendería a su madre y a sus hermanos, Mariano y José Antonio Yepes Gil.
Se casó en la población de Aroa el 23 de septiembre de 1923 con la curazoleña, Julia Elena Joubert, quien tuvo tres hijos, para el año de 1928, Cruz María compraría la Quinta Mayda al frente del Parque Ayacucho a Carmelo Giménez, propietario de ¨Mercantiles El Globo¨

## Tour por Europa

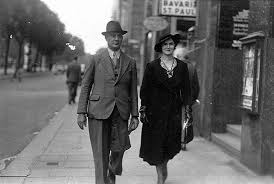
Foto de Cruz Maria y su esposa, Julia Elena paseando por Paris en el año de 1937

Para el año de 1937, Cruz María y su esposa Julia Elena, hacen un viaje hacia Europa. para ese momento estaban sus tres hijos pequeños: Mayda Josefa de dos años, Edgar de 12 y Beyla Elena con 10, que era estudiante de un prestigioso colegio de monjas del territorio neerlandés, concretamente el Welgelegen Habay, donde también estudió su madre. Durante el tour por la Europa Occidental, compraron mucho del mobiliario de la Quinta Mayda, como muebles, lámparas, obras de arte, platería, utensilios y lencería, entre otras cosas. La quinta es conocida posteriormente como la Casona de los Yepes Gil.
Cruz María, en aquel viaje, se sometió a una intervención quirúrgica en Alemania y a su salida del centro de salud, se vio obligado a regresar a Venezuela, por el inicio de la Segunda Guerra Mundial.

## Adquisición de la Central Río Turbio
El 20 de diciembre de 1945, se constituye la C.A. Central Río Turbio, grupo fundador que tuvo como objetivo principal transformar los viejos trapiches papeloneros de la zona en una gran factoría azucarera. Para la posteridad quedó plasmada la primera Junta Directiva de la compañía, con los siguientes nombres:
- Pablo Gil García como presidente.
- Cruz Mario Sigala, Pablo Cortez y J. A. Tamayo Pérez como vocales.
- Marcial Garmendia, Mariano y Daniel Yepes Gil, Carlos Gil García, Diego Rodríguez y Horacio Anzola como vocales.
- Luis Eduardo Castillo como secretario
- Cruz María Yepes Gil, figuró como tesorero.[3]

## Vida personal
Era sobrino nieto materno de José Gil Fortoul, expresidente interino de Venezuela.[cita requerida]